# 788年
| 千纪： | 1千纪                                                                                           |
| 世纪： | 7世纪 \| 8世纪 \| 9世纪                                                                         |
| 年代： | 750年代 \| 760年代 \| 770年代 \| 780年代 \| 790年代 \| 800年代 \| 810年代                       |
| 年份： | 783年 \| 784年 \| 785年 \| 786年 \| 787年 \| 788年 \| 789年 \| 790年 \| 791年 \| 792年 \| 793年 |
| 纪年： | 戊辰年（龙年）；唐貞元四年；南诏上元五年；日本延曆七年；渤海国大興五十一年                      |

## 大事记
- 回紇合骨咄祿毗伽可汗遺其妹骨咄祿毘伽公主、官員妻子、宰相及其使節等1000余人，帶著可汗的厚禮，到唐朝迎接咸安公主。
- 查理曼占领巴伐利亚。
- 北非摩洛哥建立什葉派的伊迪里斯王朝。